# 巴尔德斯科列尔
巴尔德斯科列尔，是西班牙卡斯蒂利亚-莱昂萨莫拉省的一个市镇。 总面积28平方公里，总人口201人（2001年），人口密度7人/平方公里。